# 新野緑
新野 緑（にいの みどり、1956年 - ）は、日本の英文学者、神戸市外国語大学名誉教授。現在は、ノートルダム清心女子大学特別招聘教授。ディケンズなど英国19世紀小説が専門。

## 人物・来歴
兵庫県生まれ。神戸女学院大学英文科卒、同大学院修士課程修了、大阪大学大学院英文科修士課程修了、博士課程中退、2002年「時間・テクスト・主体 :ディケンズ後期小説の構造」で文学博士の学位を取得。1987年神戸市外国語大学講師、助教授、教授。

## 著書
- 『小説の迷宮 ディケンズ後期小説を読む』研究社, 2002.7
- 『〈私〉語りの文学 イギリス十九世紀小説と自己』英宝社, 2012.7
- 『19世紀小説の誕生ーディケンズ前期小説におけるジャンルの変容』春風社, 2024.3

### 共編著
- 『〈異界〉を創造する 英米文学におけるジャンルの変奏』(阪大英文学会叢書) 玉井暲共編. 英宝社, 2006.1
- Dickens in Japan: Bicentenary Essays. 原英一、佐々木徹、松岡光治共編. 英宝社, 2013.
- 『言葉という謎 英米文学・文化のアポリア』御輿哲也,吉川朗子共編著. 大阪教育図書, 2017.
- 『オースティンとエリオット――＜深遠なる関係＞の謎を探る』惣谷美智子共編著. 春風社, 2023.

### 翻訳
- メアリー・シェリー『最後のひとり』森道子, 島津展子共訳. 英宝社, 2007.1
- ヘンリー・メイヒュー『ヴィクトリア朝ロンドンの下層社会』松村昌家共編訳. ミネルヴァ書房(Minerva西洋史ライブラリー  2009.1
- エイザ・ブリッグズ『ヴィクトリア朝のもの』玉井暲, 米本弘一監訳,正木みき,服部慶子, 西村美保,鴨川啓信, 伊勢芳夫共訳. 国文社, 2020

## 論文
- ＜新野緑